# Prairie Law
Prairie Law is een Amerikaanse western uit 1940 geregisseerd door David Howard. Geschreven door Doris Schroeder, Arthur V. Jones en Bernard McConville. De film kwam op 14 juni 1940 uit en was geproduceerd en gedistribueerd door RKO Radio Pictures.

## Rolverdeling
| Acteur               | Personage                        |
| -------------------- | -------------------------------- |
| George O'Brien       | Brill Austin                     |
| Virginia Vale        | Priscilla Brambull               |
| Dick Hogan           | Larry Brambull                   |
| J. Farrell MacDonald | Sheriff Jim Austin               |
| Slim Whitaker        | Silent                           |
| Cy Kendall           | Pete Gore (als Cyrus W. Kendall) |
| Paul Everton         | Rechter Ben Curry                |
| Henry Hall           | Franklin Brambull                |
| Monte Montague       | Sam Sully                        |
| Quen Ramsey          | Murph                            |